# 華菱冷氣
華菱冷氣，簡稱：華菱，是中華民國一間家電用品製造商，成立於1994年。主要的產品為冷氣機。

## 沿革
- 1993年：開始招募股東。
- 1994年：公司正式成立，廠址位於臺南縣歸仁鄉七甲村。
- 1997年：正式成立自有品牌「華菱」。
- 1999年：遷廠至永康市中正路。
- 2001年：取得經濟部標準檢驗局ISO-9001國際品質認證
- 2009年1月19日：遷至現址，廠房分為A、B、C棟
- 2013年：增建E棟廠房。
- 2014年：開始生產電冰箱。
- 2015年：投入空調室內機及室外機之產能提升組裝線改造

## 產品
- 冷氣機
- 冷凍櫃
- 除濕機
- 直立式風扇
- 工業用排風扇[2]

## 外部連結
- 華菱冷氣 （页面存档备份，存于）